# 切爾尼夫齊 (文尼察州)

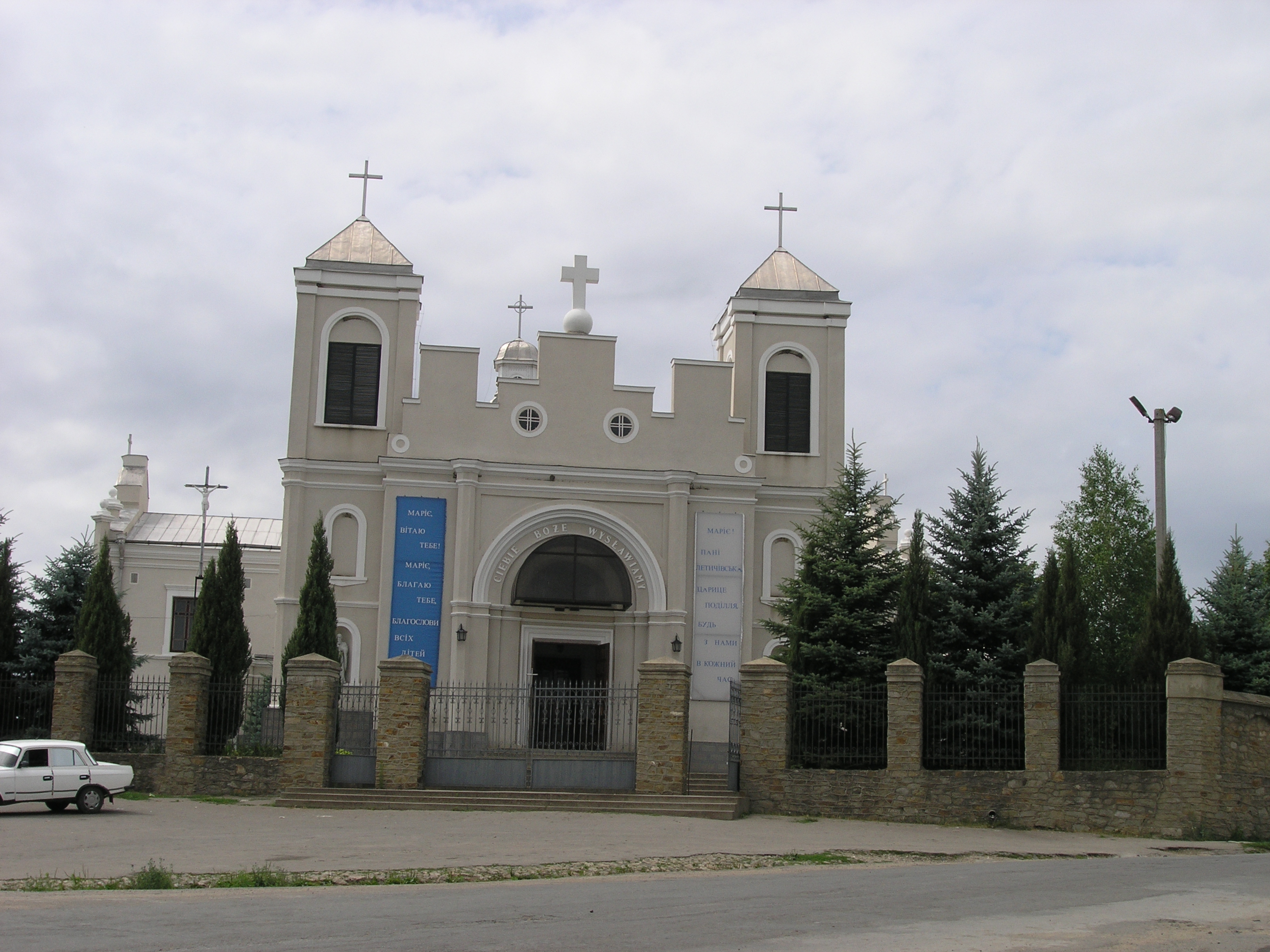
当地教堂

切爾尼夫齊，是烏克蘭西南部文尼察州莫希利夫-波迪利斯基区切尔尼夫齐市镇的鎮及行政中心。處於州府文尼察西南面125公里，面積27.78平方公里，海拔高度177米，2022年人口2,483，人口密度每平方公里105人。